# Panská skála (přírodní památka)
Panská skála je přírodní památka v lokalitě Habrovany v okrese Vyškov. Přírodní památka byla zřízena vyhláškou Okresního úřadu Vyškov ze dne 28. června 1990. Leží severně od města Rousínov. Důvodem ochrany je výskyt a rozmnožování několika druhů obojživelníků. Z rostlinných druhů zde byl zaznamenán výskyt vraního oka čtyřlistého (Paris quadrifolia).